# Baluga (Trnavska)
Baluga (Trnavska) es un pueblo ubicado en el municipio de Čačak, en el distrito de Moravica, Serbia.

## Superficie
Posee una superficie de 5,395 kilómetros cuadrados.

## Demografía
Según el censo de 2022 la población era de 660 habitantes, con una densidad de población de 122,3 habitantes por kilómetro cuadrado. La población total de hombres y mujeres era de 325 y 335 respectivamente. Por edades, los grupos se conformaban de la siguiente manera: 112 los menores de edad y adolescentes (0-17 años), 395 al grupo de adultos (18-64 años) y 153 las personas de la tercera edad (mayores de 65 años).